# Фундеану (Галац)
Фундеану (рум. Fundeanu) насеље је у Румунији у округу Галац у општини Драгушени. Oпштина се налази на надморској висини од 231 m.

## Становништво
Према подацима из 2002. године у насељу је живело 969 становника, од којих су сви румунске националности.